# Paryż (Moskwa)
Paryż (Moskwa) – album łódzkiej grupy Rezerwat. Wydany w roku 1993 nakładem wydawnictwa Top Music.
Jest drugą częścią kompilacji największych przebojów grupy. Wszystkie utwory zostały nagrane w nowych wersjach. Nagrań dokonano w studio „Olex” Łódź. Produkcja i aranżacje: Andrzej Adamiak i Zbigniew Nikodemski. Realizacja nagrań: Wojciech Olejnik. Współpraca: Wiesław Grzelak.

## Utwory
źródło:.
1. „Paryż, moje miasto (Moskwa)” (muz. i sł. Andrzej Adamiak) – 4:37
2. „Serce dla...” (muz. Zbigniew Nikodemski; sł. Andrzej Adamiak, Andrzej Senar) – 4:02
3. „Czarownica” (muz. Zbigniew Nikodemski; sł. Andrzej Adamiak, Andrzej Senar) – 3:47
4. „Marionetka” (muz. i sł. Andrzej Adamiak) – 3:22
5. „Rzuć broń” (muz. Andrzej Adamiak; sł. Andrzej Adamiak, Andrzej Senar) – 4:15
6. „Pod makijażem uwielbienia” (muz. i sł. Andrzej Adamiak) – 4:05
7. „Och Lala” (muz. Wiktor Daraszkiewicz; sł. Andrzej Adamiak, Andrzej Senar) – 3:25
8. „Słodka noc” (muz. Andrzej Adamiak, Zbigniew Nikodemski; sł. Andrzej Adamiak, Andrzej Senar) – 5:14
9. „Szare gitary” (muz. Wiktor Daraszkiewicz; sł. Andrzej Adamiak, Andrzej Senar) – 2:47
10. „Parasolki” (muz. Andrzej Adamiak; sł. Andrzej Adamiak, Andrzej Senar) – 4:50

## Autorzy
źródło:.
- Andrzej Adamiak – gitara basowa, śpiew
- Zbigniew Nikodemski – instrumenty klawiszowe, programowanie instrumentów klawiszowych i perkusyjnych
- Marcin Jędrych – gitary
- Sławomir Romanowski – perkusja

gościnnie
- Krzysztof Szmigiero – gitary